# Giovanni Battista Torre
Giovanni Battista Torre (Sestri Ponente, 4 marzo 1911 – Genova, 23 maggio 1944) è stato un militare e partigiano italiano, medaglia d'oro al valor militare alla memoria.

## Biografia
Lavorava ai Cantieri navali "Odero Sestri" ed aveva prestato servizio militare in Marina come furiere. Dopo il congedo, Torre aveva ripreso il suo lavoro in fabbrica. All'annuncio dell'armistizio, lasciò i cantieri ed entrò in una formazione partigiana del Corpo volontari della libertà di Genova. Ferito durante uno scontro con i fascisti e catturato, per un mese Torre resistette ad ogni sorta di tortura, finché non fu fucilato ai bastioni di Forte San Giuliano.